# Polynema neorectum
Polynema neorectum är en stekelart som beskrevs av Soyka 1956. Polynema neorectum ingår i släktet Polynema och familjen dvärgsteklar. Inga underarter finns listade i Catalogue of Life.